# Tapeinidium pinnatum
Tapeinidium pinnatum är en ormbunkeart som först beskrevs av Antonio José Cavanilles, och fick sitt nu gällande namn av Carl Frederik Albert Christensen. Tapeinidium pinnatum ingår i släktet Tapeinidium och familjen Lindsaeaceae. Inga underarter finns listade.